# Cymbidium floribundum
Cymbidium floribundum är en orkidéart som beskrevs av John Lindley. Cymbidium floribundum ingår i släktet Cymbidium, och familjen orkidéer. Inga underarter finns listade i Catalogue of Life.

## Beskrivning
Blomstjälken är 20…40 cm lång och har i toppen en samling av 6…45 blommor, som vardera är 3…4 cm stora.
Blomman utsöndrar 3-hydroxioctansyra, som är ett feromon för japanska honungsbiet, Apis cerana japonica.
Det finns ett stort antal hybrider med mycket varierat utseende.
I blomsterhandeln förekommer varianterna Storblommig cymbrium och Minicymbrium.

## Habitat
Vildväxande i södra Kina – norra Vietnam, Taiwan, Japan (men ej ursprunglig där).
Växer på höjder 400 – 3 300 m ö h.

### Odlingsråd[4]
Odlad som krukväxt trivs Cymbrium (handelsnamn) bäst vid 14…17 °C, gärna trångt i krukan. Ska stå ljust. Under vår och sommar gärna utomhus varvid plantan ska hållas fuktig. Den lite svalare natt-temperaturen gynnar kommande blomning.  Måste tas inomhus, innan frosten kommer.
Under blomningstiden på vinterhalvåret ska jorden torka mellan vattningarna.
Som snittblomma håller den sig länge.

## Bildgalleri

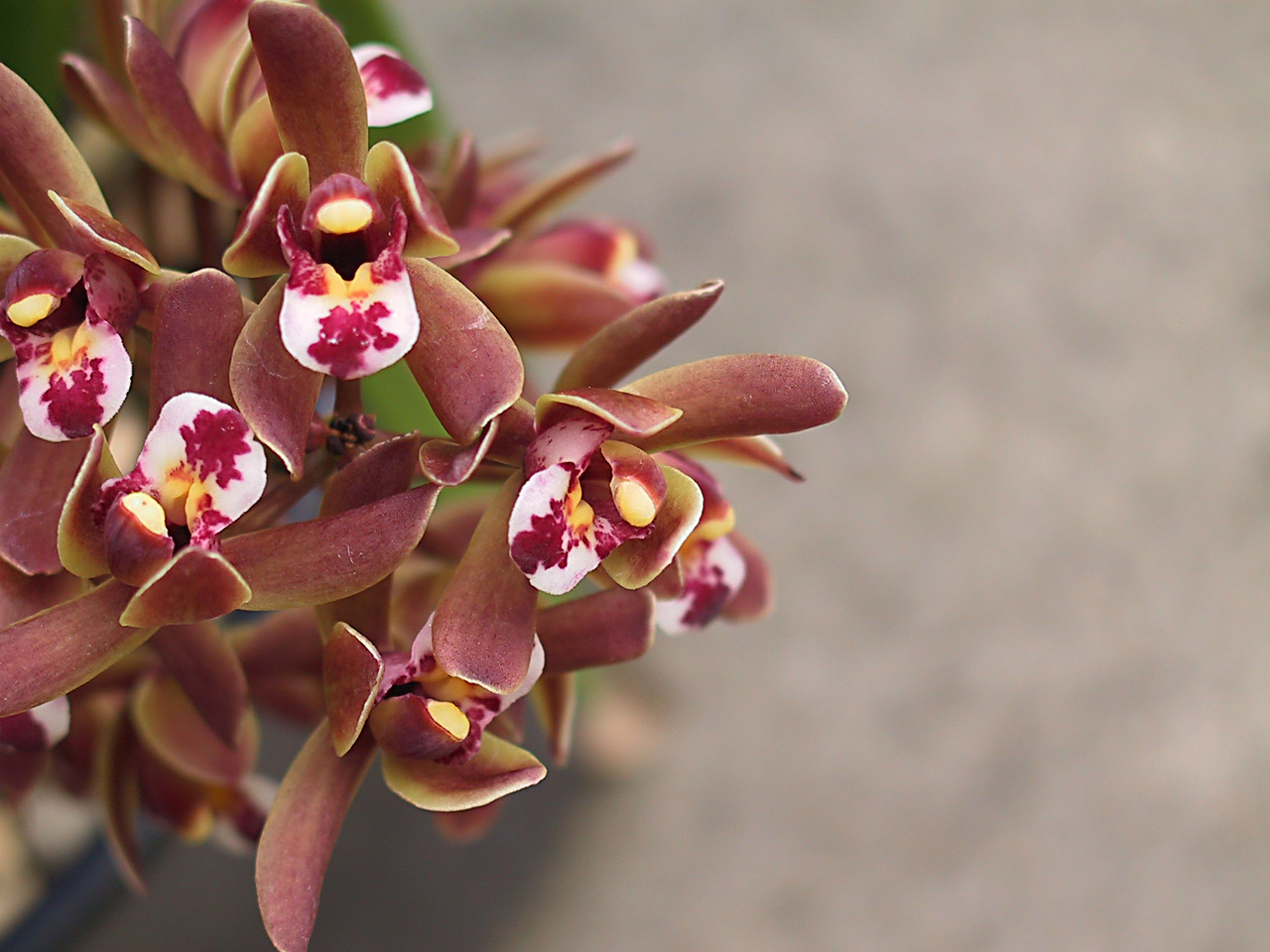
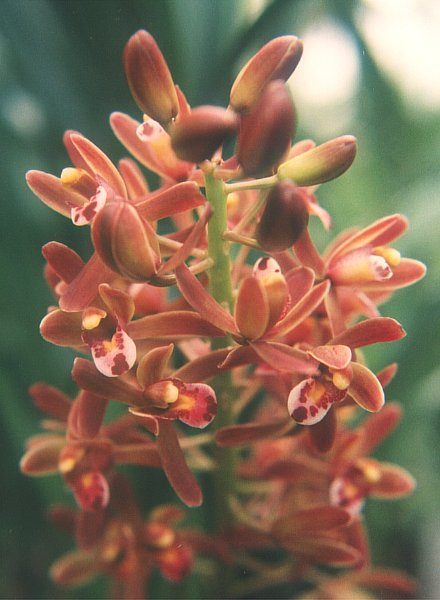